# Olli Happonen
Olli Happonen (né le 10 février 1976) est un sauteur à ski finlandais.

## Palmarès

### Coupe du Monde
- Meilleur classement final : 59e en 1993
- Meilleur résultat : 15e.

### Coupe Continentale
- Vainqueur en 1995.